# Järfälla landskommun
Järfälla landskommun var en kommun i Stockholms län.

## Administrativ historik
Kommunen bildades vid kommunreformen 1863 ur Järfälla socken i Sollentuna härad i Stockholms län.
Den 1 januari 1947 (enligt beslut den 29 mars 1946) överfördes från Järfälla landskommun och församling till Spånga landskommun och församling de obebodda fastigheterna Barsbro 1:5, 1:203 och 1:204 omfattande en areal av 0,01 km², varav allt land. Samtidigt överfördes i avseende på fastighetsredovisningen från Järfälla socken till Spånga socken fastigheten Barsbro 1:2 omfattande en areal av 0,02 km², varav allt land. Barsbro 1:2 hade redan tidigare i både kommunalt och ecklesiastikt hänseende räknats till Spånga landskommun och församling.
Kommunen påverkades inte av kommunreformen 1 januari 1952.
Den 1 januari 1955 överfördes till Järfälla landskommun och Järfälla norra kyrkobokföringsdistrikt från Sollentuna köping och Sollentuna församling ett område (Kallhälls villastad) med 295 invånare och omfattade en areal av 0,31 km², varav allt land. Samtidigt överfördes till Järfälla landskommun och Järfälla norra kyrkobokföringsdistrikt från Upplands-Väsby landskommun och Eds församling ett område (Stäket) med 512 invånare och omfattande en areal av 8,41 km², varav allt land.
Den 1 januari 1956 överfördes till Järfälla landskommun och Järfälla södra kyrkobokföringsdistrikt från Stockholms stad och Spånga kyrkobokföringsdistrikt ett område omfattande en areal av 0,01 km², varav allt land. Invånarna i området var sedan tidigare kyrkoskrivna i Järfälla södra kyrkobokföringsdistrikt.
Järfälla landskommun ombildades genom kommunreformen 1 januari 1971 till Järfälla kommun.

### Kyrklig tillhörighet
I kyrkligt hänseende tillhörde kommunen Järfälla församling, som mellan 1 januari 1950 och 1 juni 1967 var uppdelad på två kyrkobokföringsdistrikt: Järfälla norra och Järfälla södra.

## Kommunvapen
Blasonering: I grönt fält ett stående tillbakaseende lamm av silver med beväpning av guld, hållande med högra frambenet en ginbalksvis ställd, med dubbelkors med svagt utböjda armar försedd stång av guld.
Järfälla kommunvapen innehåller en bild av Guds lamm bärande ett ärkebiskopskors. Det har använts sedan 1955 men registrerades formellt först 1977. Motivet är baserat på Sollentuna härads äldsta kända sigill från 1568.

## Geografi
Järfälla landskommun omfattade den 1 januari 1952 en areal av 47,76 km², varav 46,23 km² land. Efter nymätningar och arealberäkningar färdiga den 1 januari 1955 omfattade landskommunen den 1 januari 1961 en areal av 56,91 km², varav 55,75 km² land.

### Tätorter i kommunen 1960
| Tätort            | Folkmängd |
| ----------------- | --------- |
| Jakobsberg        | 8 475     |
| Kallhäll          | 5 214     |
| Stockholm, del av | 4 209     |
| Stäket            | 511       |

Tätortsgraden i kommunen var den 1 november 1960 96,7 procent.

## Politik

### Mandatfördelning i valen 1938-1966
| 16 | 4 |

| 16 | 4 |

| 1 | 15 | 4 |

| 18 |

| 4 | 15 | 6 |

| 23 |

| 2 | 15 | 7 |  |

| 23 |

| 2 | 20 | 10 | 3 |

| 28 | 7 |

| 2 | 18 | 2 | 7 | 6 |

| 29 | 6 |

|  | 18 | 2 | 9 | 5 |

| 29 | 6 |

| 3 | 18 | 4 | 12 |  | 7 |

| 37 | 8 |